# Thesan
Thesan est dans la mythologie étrusque, la déesse de l'aube, associée à la génération de la vie. Elle est une divinité solaire.

## Correspondances
Thesan est identifiée à la déesse romaine Aurore et à la déesse grecque Éos.

## Source
- (es) Cet article est partiellement ou en totalité issu de l’article de Wikipédia en espagnol intitulé « Thesan » (voir la liste des auteurs).